# Веретенченко Олекса Андрійович

.

Веретенченко Олекса Андрійович (25 жовтня 1918, Білий Колодязь — 15 березня 1993, Детройт) — український поет, перекладач, журналіст. Псевдонім — Олекса Розмай.

## З життєпису
Веретенченко Олекса народився 25 жовтня 1918 р. в с. Білий Колодязь Вовчанського повіту на Харківщині.
У 1925 р. батьки переїхали до Харкова. Тут здобув середню освіту, закінчив Харківський педагогічний інститут, працював на обласному радіо, почав друкуватися. У 17 років Олекса Веретенченко прийшов зі своїм віршем до Майка Йогансена. Той прочитав поезію й викреслив із восьми строф чотири. Молодий поет засмутився й поскаржився Ігореві Муратову. Той викреслив ще строфу зі словами: «Ось тепер — це поезія». У 1939 р. Олексу Веретенченка прийняли до Спілки письменників України.
У роки Другої світової війни потрапив у оточення, перебував у полоні. Вдалося врятуватися, прибув до Львова, знайшов роботу в «Українському видавництві» УЦК д-ра Володимира Кубійовича. У 1944 р. емігрував до Німеччини, перебував у таборах. У 1949 р. емігрував до США, поселився у Детройті. Як стверджував сам Олекса Веретенченко, емігрував, аби зберегти спадщину Володимира Свідзінського. Був одним із засновників ОУП «Слово». Працював на заводі «Дженерал Моторс» до виходу на пенсію. Помер 15 березня 1993 р. у Детройті, штаті Мічиган, де і похований.

### Творчість
Літературна діяльність Веретенченка почалася в Україні 1941 року, коли вийшла збірка його лірики «Перший грім», член ОУП «Слово». Під час 2-ї Світової Війни співпрацював з німецькою окупаційною пресою (Львівські Вісті), писав пропаґандистські вірші, іноді антисемітського змісту.
Автор збірок поезій «Перший грім» (1941), «Чорне гніздо» (1943), «Дим вічності» (1951), «Заморські
вина» (1974), поеми «Чорна долина» (1953), перекладу поеми Байрона «Мазепа» (1959).
Окремі видання:
- Веретенченко О. Вірші // Поезія-90. — К.: Радянський письменник, 1990. — Вип. 2. — С. 71-73.
- Веретенченко О. Дим вічності. — Детройт, 1951. — 60 с.
- Веретенченко О. Дві поезії // Літературно-науковий збірник — 1.- Нью-Йорк: Укр.-американське видавництво, 1952. — С. 102.
- Веретенченко О. Із збірки «Заморські вина» // Сучасність. — 1974. — Ч. 3 (159). — С. 16-18.
- Веретенченко О. Повстанці //Слово і зброя: Антологія української поезії, присвяченої УПА і революційно-визвольній боротьбі 1942—1967 / Упоряд. Л. Полтава. — Торонто — Онтаріо, 1968. — С. 265—268.
- Веретенченко О. Чорна долина: Поема. — Детройт, 1953. — 32 с.